# Yohei Sato (voetballer)
Yohei Sato (Miyagi, 22 november 1972) is een voormalig Japans voetballer.

## Carrière
Yohei Sato speelde tussen 1991 en 2008 voor Kashima Antlers, Consadole Sapporo en Júbilo Iwata.